# 충샨
충샨(만주어: ᠴᡠᠩᡧᠠᠨ Cungšan, 한국 한자: 充善 충선)은 청나라 누르하치(Nurhaci, 努爾哈赤)의 5대조이다. 동산(董山)이라고도 한다. 먼터무(Mentemu, 孟特穆)의 차남으로 건주여진 추장을 계승하였으며, 아들로는 장남 톨로(Tolo, 妥羅, 脫羅, 1505년경), 차남 토이모(Toimo, 妥義謨), 삼남 시버오치피양구(Sibeoci Fiyanggū, 錫寶齊篇古)가 있었다.
1442년 충샨과 판차(Fanca, 凡察)의 계승 전쟁은 건주좌위지휘사의 분할로 이어졌다. 결국 충샨이 승리해 그의 아버지의 지위를 계승한 반면 판차는 새로 설치된 명나라의 건주우위지휘사가 되었다.
충샨은 판차의 사후에 건주우위지휘사도 그의 관할 아래에 두었다.

## 가족관계
- 1남 : 톨로(Tolo, 妥羅, 脫羅)
- 2남 : 토이모(Toimo, 妥義謨)
- 3남 : 시버오치피양구(Sibeoci Fiyanggū, 錫寶齊篇古)

| 전임 아이신기오로 먼터무(Mentemu, 孟特穆) | 제2대 건주좌위지휘사(建州左衛指揮使) 1433년 - 1467년 | 후임 아이신기오로 톨로(Tolo, 妥羅, 脫羅) |